# Moschus-Narzisse
Die Moschus-Narzisse (Narcissus moschatus) ist eine Pflanzenart aus der Gattung der Narzissen in der Familie der Amaryllisgewächse (Amaryllidaceae). Sie befindet sich seit dreihundert Jahren in Gartenkultur. Ihr natürlicher Standort ist dagegen unbekannt. Möglicherweise sind die natürlichen Vorkommen ausgestorben. Die Moschus-Narzisse zählt zu den Trompetennarzissen und wurde dementsprechend vom Botaniker John W. Blanchard in die Sektion Pseudonarcissus gestellt (siehe auch Systematik der Narzissen).

## Beschreibung
Die Moschus-Narzisse bildet rein weiße Blüten aus, die an etwa 30 Zentimeter hohen Blütenstandsschaft stehen. Die Perigonblätter der Hauptkrone sind bis zu 35 Millimeter lang und verdreht. Die Nebenkrone oder Trompete wird bis zu vier Zentimeter lang. Sie strömt einen intensiven Duft aus, was zu der botanischen Bezeichnung moschatus geführt hat. In der Gartenkultur blüht sie ab April.